# Matthew Tobin Anderson

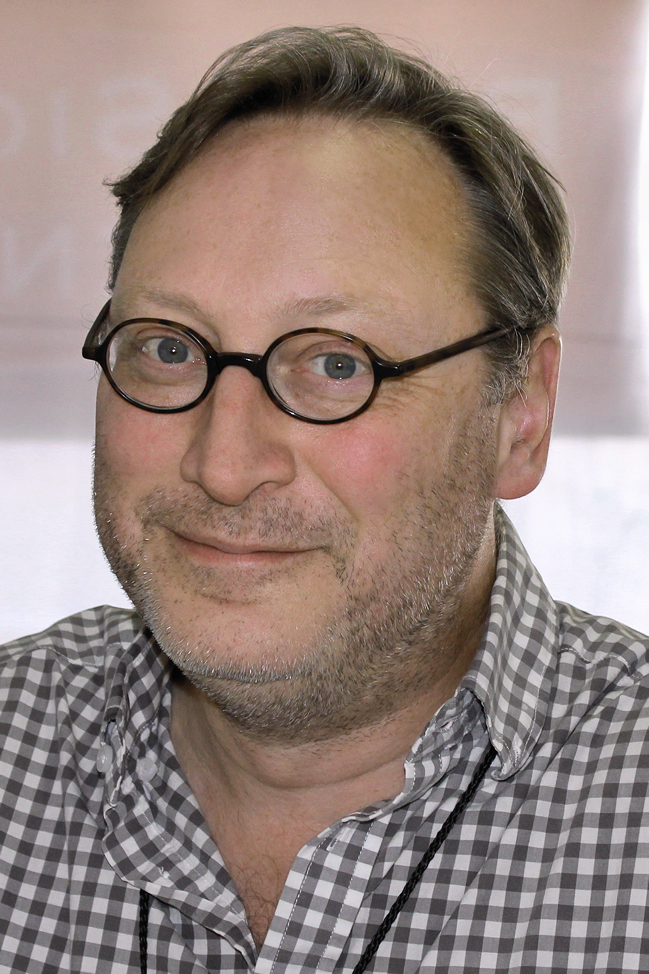
Matthew Tobin Anderson, 2015

Matthew Tobin Anderson (* 4. November 1968 in Stow, Massachusetts) ist ein US-amerikanischer Autor von Bilderbüchern für Kinder und Romanen für junge Erwachsene.

## Leben
Anderson ging auf die Harvard University, University of Cambridge und die Syracuse University. Bevor sein Roman Thirsty veröffentlicht wurde, arbeitete er bei der Candlewick Press. Anderson war Lehrer beim Vermont College in Montpelier, Vermont und Musikrezensent bei The Improper Bostonian.
Unter seinen Kinderbüchern sind u. a. Handel Who Knew What He Liked, Strange Mr. Satie, The Serpent Came to Gloucester sowie Me, All Alone, at the End of the World. Er schrieb auch Romane für Jugendliche, z. B. Thirsty, Burger Wuss, Feed, The Game of Sunken Places und Octavian Nothing. Für Leser aus der Mittelstufe erschienen Werke, wie z. B. Whales on Stilts:  M. T. Anderson’s Thrilling Tales und der Nachfolgeroman The Clue of the Linoleum Lederhosen.
Anderson ist Mitglied der National Children’s Book and Literacy Alliance, einer nationalen Non-Profit-Organisation für Bildung, Literatur und Bibliotheken.
Anderson lebt in Cambridge, Massachusetts.

## Auszeichnungen
The Astonishing Life of Octavian Nothing, Volume 1: The Pox Party 
- 2007 als Michael L. Printz Honor book ausgezeichnet[2] (für literarische Exzellenz in Literatur für junge Erwachsene) Die Auszeichnung wurde von der Young Adult Library Services Association vergeben.
- hat den 2006 National Book Award for Young People[3] gewonnen

Feed
- hat den Los Angeles Times Book Prize gewonnen
- wurde 2003 als Boston Globe-Horn Book Award Honor Book ausgezeichnet und
- war Finalist für den National Book Award 2002

Handel Who Knew What He Liked
- war 2002 ein Boston Globe-Horn Book Award-Ehrenbuch.

## Werke

### Romane
- Thirsty (1997)
- Burger Wuss
- Feed
- The Game of Sunken Places
- Whales on Stilts
- The Clue of the Linoleum Lederhosen
- The Astonishing Life of Octavian Nothing, Volume 1: The Pox Party

Andersons fiktive Kurzgeschichten erschienen in verschiedenen Sammlungen:
- „The Mud and Fever Dialogues“, Sixteen: Stories About That Sweet and Bitter Birthday, edited by Megan McCafferty. (Three Rivers Press, 2004).
- „Watch and Wake“, Gothic: Ten Original Dark Tales, edited by Deborah Noyes. (Candlewick, 2004).
- „My Maturity, In Flames“, Guys Write for Guys Read, edited by Jon Scieszka. (Viking, 2005).
- „Barcarole for Paper and Bones“, Shelf Life: Stories by the Book, edited by Gary Paulsen. (Simon & Schuster, 2003).
- „A Brief Guide to the Ghosts of Great Britain“ (memoir), Open Your Eyes: Extraordinary Experiences in Faraway Places, edited by Jill Davis. (Viking, 2003). Reprinted in the September/October 2005 issue of the young adult literature magazine Cicada.

### Interviews
- Mehegan, David. „Like his protagonists, he’s a character study.“ Boston Globe, 12/19/06
- Kathleen Horning: „Patriot Games“. In: School Library Journal vom November 2006
- Kirkus Reviews. „Exclusive Interview with NBA Winner M.T. Anderson.“ The Book Standard. 16. November 2006
- Litericat. "Our Interview with M.T. Anderson. Not Your Mother’s Book Club. 6. Oktober 2006
- „Children’s Bookshelf Chats with M.T. Anderson.“ Publisher’s Weekly. 5. Oktober 2006
- Leitich Smith, Cynthia. "Author Interview: MT Anderson on Whales on Stilts. Cynsations. 12. September 2005
- Gallaway, Beth. „A Virtual Visit with M.T. Anderson.“ 28. Juli 2005
- Blubaugh, Penny. „Author! Author! Dropped Things Fall Differently: An Interview with M.T. Anderson.“ YAttitudes: YALSA’s Electronic Newsletter. Vol 4 No 4, Sommer 2005. Restricted to YALSA members only.
- Hennemin, Heidi. "Life-and-Death Competition in an Enchanted World. BookPage. Juli 2004
- Shoemaker, Joel. Hungry for M.T. Anderson. VOYA, Juni 2004.
- NPR. Novel Ideas feature. „M. T. Anderson: Eats Broccoli, Paces, and Hums.“ 25. November 2006